# Cuba (freguesia)
Cuba es una freguesia portuguesa del concelho de Cuba, con 69,93 km² de superficie y 3.124 habitantes (2001). Su densidad de población es de 44,7 hab/km².